# Sándwich Barros Luco
El Barros Lucoes un popular emparedado que lleva carne a la plancha y queso fundido, que se vende en los locales de comida rápida y restaurantes de Chile. Su nombre se debe al presidente de Chile entre 1910 y 1915, Ramón Barros Luco, quien era un asiduo cliente de la Confitería Torres en Santiago, donde solicitaba con frecuencia esta mezcla especialmente hecha para él, que luego se popularizó entre los comensales y en el resto de Chile. Posteriormente cruzó la cordillera y se popularizó en algunas provincias argentinas, donde se le denomina «barroluco».

## Variantes
Este emparedado puede hacerse con distintos cortes de vacuno —tales como filete o lomo—, diversas variedades de queso (mayormente el de tipo chanco o mantecoso) y en diferentes tipos de pan. Las variedades de pan que más se prestan para este sándwich son la frica, la marraqueta, el pan amasado y el pan de molde tostado. En el caso de este último, debe tenerse cuidado de que la carne no sea muy jugosa, ya que podría empapar el pan. Cuando se prepara con pan lengua o pan de completo se le conoce como as barros luco.[cita requerida]
En la actualidad existe una variante: el sándwich brasileño, que se ha ido popularizando entre los camioneros Chilenos, y que lleva los clásicos ingredientes del Barros Luco (carne, queso) acompañados de palta molida.[cita requerida] A lo cual, los colores del queso (amarillo) y de la palta (verde), hacen mención a los colores de la bandera de Brasil, y de ahí es de donde proviene su nombre.
Opcionalmente, dependiendo del gusto de los comensales, puede aderezarse con algún tipo de salsa al gusto. Entre ellas puede estar  la mayonesa ajo, el pebre, chancho en piedra, pasta de ají, ketchup, mostaza, etc.